# 境港漁港
鳥取県境港市にある漁港だとすると、もしかして
- 境漁港

ではありませんか？